# Route nationale 9 (Italie)
Pour les articles homonymes, voir Route nationale 9.
La route nationale 9 (SS 9, Strada statale 9 ou Strada statale "Via Emilia") est une route nationale d'Italie, elle relie Rimini à Milan sur une longueur de 329,3 km.

## Parcours

Parcours de la SS 9.